# Mob 47
Mob 47 ist eine schwedische Hardcore-Punk-Band.

## Werdegang
Sie wurde 1982 in Täby, Stockholms län unter dem Namen Censur gegründet. 1983 benannte sich die Band in Mob 47 um. In ihren frühen Jahren traten sie im Vorprogramm der Band Anti Cimex auf. Ihr Musikstil wurde durch Bands wie Discharge, Crucifix, D.R.I. und B.G.K. beeinflusst.
Gründer der Band waren Chrille am Schlagzeug, Jögge am Bass sowie Gesang und Åke an der Gitarre sowie Gesang. Sie spielten typisch skandinavischen Hardcore Punk. Ihre aggressiver, rauer Punk bereitete den Weg für viele der heutigen Crust-Bands wie z. B. Agoni, Röjers, Discard, Crudity und Protes Bengt. 
Im Juli 2005 kamen Åke, Jögge und Chrille wieder zusammen, ergänzt durch neuen Bassisten John. Der Bassist der ersten Besetzung Jögge war jetzt für den Gesang verantwortlich. Die so neu formierte Band trat zum ersten Mal im Mai 2006 im Stockholmer Club Debaser auf. Ein weiterer Auftritt war im August 2006 auf dem Augustibuller-Festival in Lindesberg.

## Diskografie

### Alben
- 1983: Hardcore Attack (EP, kein Label)
- 1984: Kärnvapen Attack
- 1984: Sjuk Värld
- 1995: Garanterat Mangel
- 2004: Ultimate Attack
- 2008: Dom Ljuger Igen (Communichaos Media)
- 2016: Mob 47 (Insane Society Records)

### Kompilationen
- 1984 – P.E.A.C.E LP
- 1985 – Cleanse the Bacteria LP
- 1985 – 1995 – Really Fast(volumes 1-3) LP/CD
- 1986 – Eat My Brain Go Insane LP
- 1987 – I´ve Got An Attitude Problem EP
- 1994 – Varning För Punk3 CD
- 1996 – Network Of Friends CD
- 2000 – Stockholms Mangel CD